# 알프레트 베버

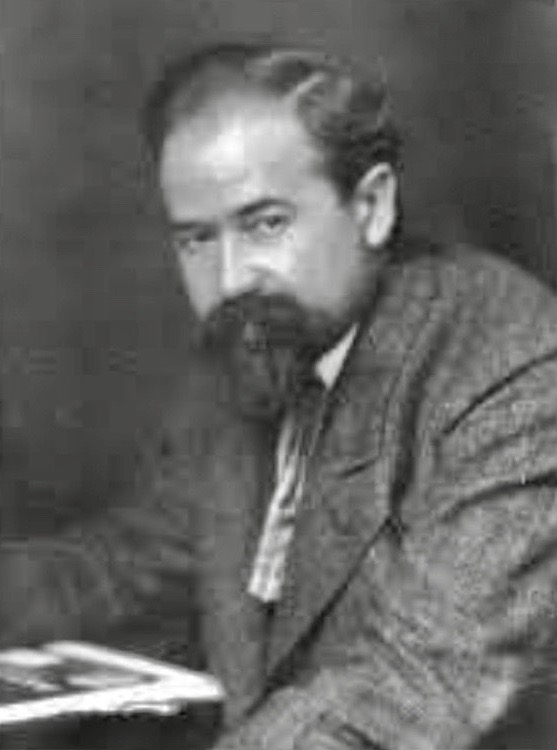

알프레트 베버(독일어: Alfred Weber, 1868년 7월 30일 ~ 1958년 5월 2일)는 독일의 사회학자이자 지리학자이다. 막스 베버의 동생이다.

## 역대 선거 결과
| 선거명      | 직책명        | 대수 | 정당        | 득표율 | 득표수 | 결과 | 당락 |
| ----------- | ------------- | ---- | ----------- | ------ | ------ | ---- | ---- |
| 1954년 선거 | 독일의 대통령 | 1대  | 독일 공산당 | 1.3%   | 12표   | 2위  | 낙선 |

## 같이 보기
- 기하중앙값
- 사회학자 목록
- 지리학자 목록
- 요한 하인리히 폰 튀넨